# Železniška postaja Blanca
Železniška postaja Blanca je ena izmed železniških postaj v Sloveniji, ki oskrbuje bližnje naselje Blanca.